# Pucon (kommun i Chile)
Pucon är en kommun i Chile.   Den ligger i provinsen Provincia de Cautín och regionen Región de la Araucanía, i den södra delen av landet, 700 km söder om huvudstaden Santiago de Chile.
I omgivningarna runt Pucon växer i huvudsak blandskog. Runt Pucon är det glesbefolkat, med 14 invånare per kvadratkilometer.